# Mittelmoselmuseum
Das Mittelmoselmuseum in Traben-Trarbach ist ein Heimatmuseum mit umfangreichen Sammlungen unter anderem zur bäuerlichen Wohnkultur des 19. Jahrhunderts, zum Wohnstil einer wohlhabenden Patrizierfamilie und zur Geschichte der Starkenburg, der Grevenburg sowie der ehemaligen französischen Festung Mont Royal.

## Geschichte
Am 1. April 1928 wurde das Heimatmuseum von Dr. Ernst Willen Spies begründet. Das damals noch kleine Museum war im Bürgersaal des alten Rathauses Traben untergebracht und zeigte Architekturfragmente, Hausrat, Keramik, Waffen und Münzen. Im Jahr 1937 siedelte das Museum in das ehemalige Kommandantenhaus am Trabener Moselufer um. Es wurde vom Landkreis Zell und vom Rheinischen Museumsverband gefördert. Schließlich wurde es 1938 als „Mittelmosel-Museum“ für den Kreis Zell und die Moselbereiche der angrenzenden Kreise anerkannt.
Das Museum zog 1955 in die Patriziervilla Haus Böcking um, in der es sich noch heute befindet. Die Stadt Traben-Trarbach erwarb das Gebäude 1963 von der Eigentümerfamilie und richtete es mit Unterstützung des Landkreises Zell (zu dem Traben-Trarbach damals noch gehörte) und dem Land Rheinland-Pfalz in der Zeit von 1965 bis 1968 als Museum her. Die Stadt wurde 1969 die Hauptträgerin des Museums.
Museumsleiter Dr. Ernst Wilhelm Spies starb am 5. Dezember 1975 nach einem Verkehrsunfall. Im Jahre 1980 wurde der Museumsverein gegründet. Ein sogenanntes „Jahrhunderthochwasser“ der Mosel im Dezember 1993 richtete schwere Schäden im Museum an.

## Haus Böcking
Das Haus Böcking, auch Palais Böcking genannt, ist ein barockes Patrizierhaus, das um 1760 für den sponheimischen Landkassierer Johann Adolf Böcking errichtet wurde. Die Pläne dazu lieferte der Architekt Christian Ludwig Hautt, der pfalz-zweibrückischer Oberbaudirektor war. Haus Böcking ist ein schlichter zweistöckiger Bau auf hohem Sockelgeschoss mit Mansarddach, der durch Fenster in neun Achsen unterteilt ist und Eckquaderungen besitzt. Das Gebäude ist verputzt und hat einen hellgelben Anstrich. An der zur Straße gelegenen Südseite besitzt er ein aufwändig gestaltetes Segmentbogen-Portal, das von ionischen Pilastern flankiert und von einem verkröpften Giebel bekrönt ist. An der moselseitigen Nordfassade weist das Gebäude in der Mittelachse einen kleinen Balkon mit schmiedeeisernem Gitter auf.

## Ausstellungsrundgang
Der Eingang zum Museum befindet sich im Hochparterre. Der Rundgang beginnt im zweiten Obergeschoss. Über das Dachgeschoss und das erste Obergeschoss geht es zurück ins Hochparterre.

### Zweites Obergeschoss
In Raum 1 zeigen Vitrinen Einblicke in die Ur- und Frühgeschichte. Es sind Gesteinsproben und Gerätschaften aus dem hiesigen Bergbau zu sehen, ferner Mineralien und Fossilien. Weitere Vitrinen zeigen ausgegrabene Gegenstände aus der Kelten- und Römerzeit, sowie aus der Zeit der Franken. Dem Reichsgrafengeschlecht der Sponheimer, die lange Zeit über Traben-Trarbach herrschten, sind weitere Vitrinen gewidmet. Modelle der Grevenburg, Rüstungen und Informationen über Mont Royal sind in Raum 2 zu sehen, darunter Originalpläne der französischen Festung, die Ernst Willen Spies während des Zweiten Weltkriegs aus Paris mitbrachte. Raum 3 zeigt ein Stadtmodell von Trarbach, Informationen über die Stadtbrände und einen Silbermünzfund. In Raum 4 werden Gerätschaften und Handwerkszeug aus dem Weinbau ausgestellt.

### Dachgeschoss
Unter dem Dach wird die bäuerliche Wohnkultur des 19. Jahrhunderts vorgestellt. Werkstätten von Küfern, Schuhmachern und anderen Berufen sind zu sehen, ferner eine Spinnstube und allerlei Gegenstände des täglichen Lebens.

### Erstes Obergeschoss

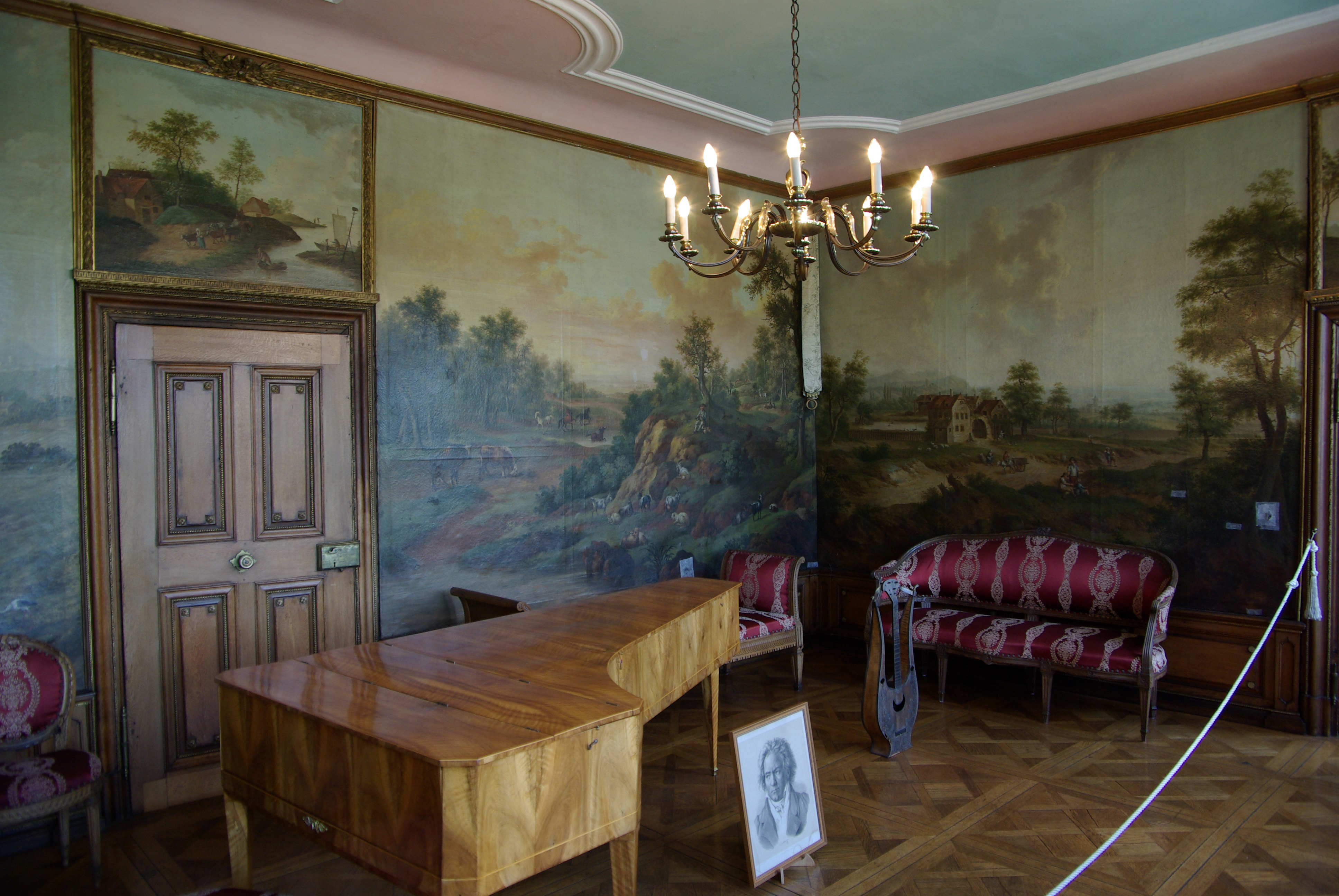
In Raum 8 ist u. a. ein Hammerklavier von 1811 zu sehen

In dieser Etage (Räume 6 bis 11) wird gezeigt, wie die Patrizierfamilie Böcking im 18. und 19. Jahrhundert lebte. Unter anderem sind Schlafzimmer, Herrenzimmer und Kontor zu sehen, die alle vollständig eingerichtet sind. 
In Raum 7 ist ein Bildnis des pfalz-zweibrückischen Baurats Christian Ludwig Hautt zu sehen. Ferner ist hier eine Prunkvase ausgestellt, die ein Geschenk eines Kronprinzen Friedrich Wilhelm von Preußen an die Familie Böcking war. (Aus den Beschreibungen ist nicht ersichtlich, welcher Friedrich Wilhelm gemeint ist.)
Der Mittelpunkt von Raum 8 ist ein von Nannette Streicher 1811 in Wien gebautes Hammerklavier, auf dem ab und zu noch Konzerte gegeben werden.

### Hochparterre

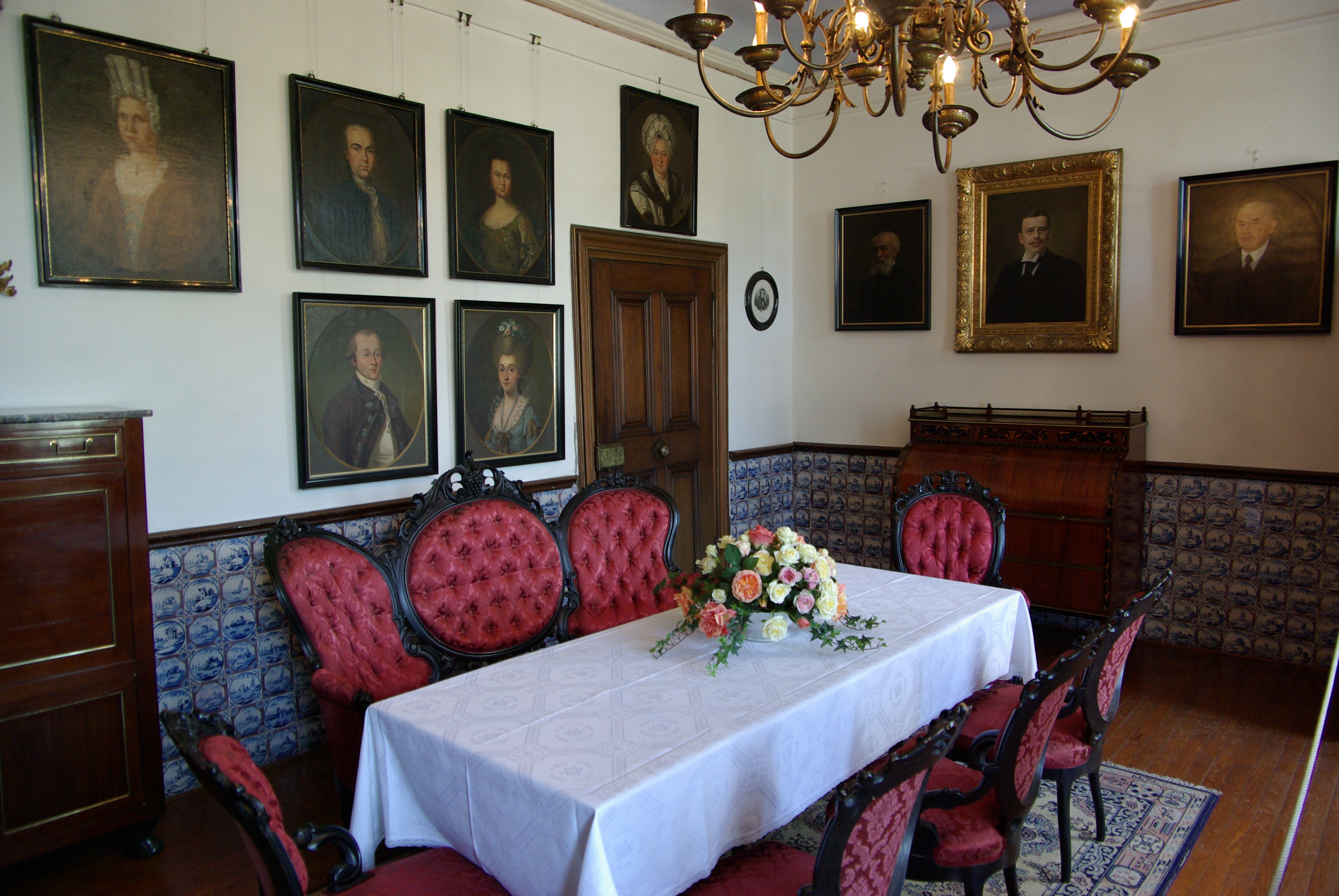
Das Speisezimmer

Auch diese Etage, welche die Räume 12 bis 19 umfasst, ist dem Leben der Familie Böcking gewidmet. 
Raum 15 ist das sogenannte „Goethezimmer“. Im November 1792 weilte der Dichter als Gast der Familie im Haus Böcking. Er hatte, wie er in seiner Prosaschrift Kampagne in Frankreich beschreibt, bei schlechtem Wetter und starker Strömung sein Ziel Trarbach gerade noch im Dunklen erreicht.
Das Speisezimmer (Raum 16) ist mit 1100 Delfter Kacheln geschmückt, die in damaliger Zeit als Ballast mit den Weinhandelsschiffen moselaufwärts kamen. Raum 17 zeigt eine bemerkenswerte aus einem Nachlass stammende Apothekeneinrichtung von 1857. In den Räumen 18 und 19 sind Küche und Gesindestube aus der damaligen Zeit eingerichtet.

### Flure und Treppenhaus
Dort sind Werke verschiedener Künstler ausgestellt, beispielsweise malerische Ansichten der Mittelmosel von Karl Bodmer und Carl Wentzing sowie Lithografien (Romantik der Mosel von Trier bis Koblenz) von Clarkson Stanfield.

## Ergänzende Informationen
In der Kampagne in Frankreich schrieb Goethe über seinen Aufenthalt im Hause Böcking:
„Nun überfiel uns die Nacht, bevor wir Trarbach erreichen oder auch nur gewahren konnten. Es ward stockfinster, eingeengt wussten wir uns zwischen mehr oder weniger steilem Ufer, als ein Sturm, bisher schon ruckweise verkündigt, gewaltsam anhaltend hereinbrach: bald schwoll der Strom im Gegenwind, bald wechselten abprallende Windstöße niederstürzend mit wütendem Sausen; eine Welle nach der anderen schlug über den Kahn, wir fühlten uns durchnässt. Der Schiffmeister barg nicht seine Verlegenheit; die Not schien immer größer, je länger sie dauerte, und der Drang war aufs höchste gestiegen, als der wackere Mann versicherte, er wisse weder wo er sei, noch wohin er steuern solle. [...] Endlich stiegen wir in Trarbach glücklich ans Land, wo man uns in einem leidlichen Gasthof Henne mit Reis alsobald anbot. Ein angesehener Kaufmann aber, die Landung von Fremden in so tiefer stürmischer Nacht vernehmend, nötigte uns in sein Haus, wo wir bei hellem Kerzenschein, in wohl geschmückten Zimmern englische schwarze Kunstblätter, in Rahm und Glas gar zierlich aufgehangen, mit Freude, ja mit Rührung gegen die kurz vorher erduldeten finsteren Gefährlichkeiten begrüßend erblickten. Herr und Frau, noch junge Leute, beeiferten sich, uns gütlich zu tun; wir genossen des köstlichsten Moselweins, an dem sich mein Gefährte, der eine Wiederherstellung freilich am nötigsten haben mochte, besonders erquickte.“